# Шёнберг (Альтмарк)
Шёнберг (нем. Schönberg) — бывшая община в Германии, в земле Саксония-Анхальт.
Население составляет 563 человека (на 31 декабря 2006 года). Занимает площадь 21,47 км². В 2010 г. включена в состав города Зеехаузен.